# Світлодіод

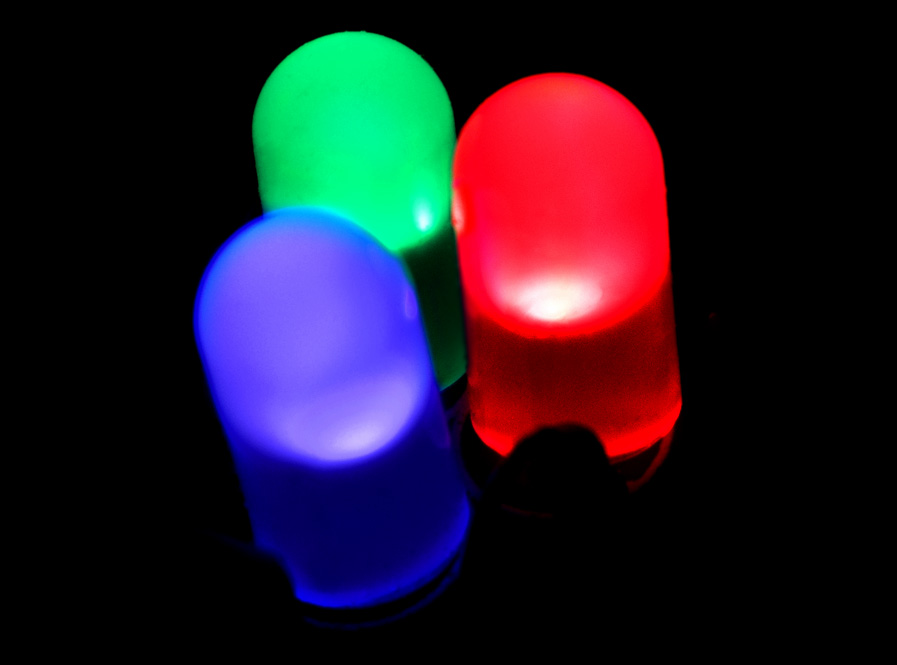
Блакитний, зелений та червоний світлодіоди

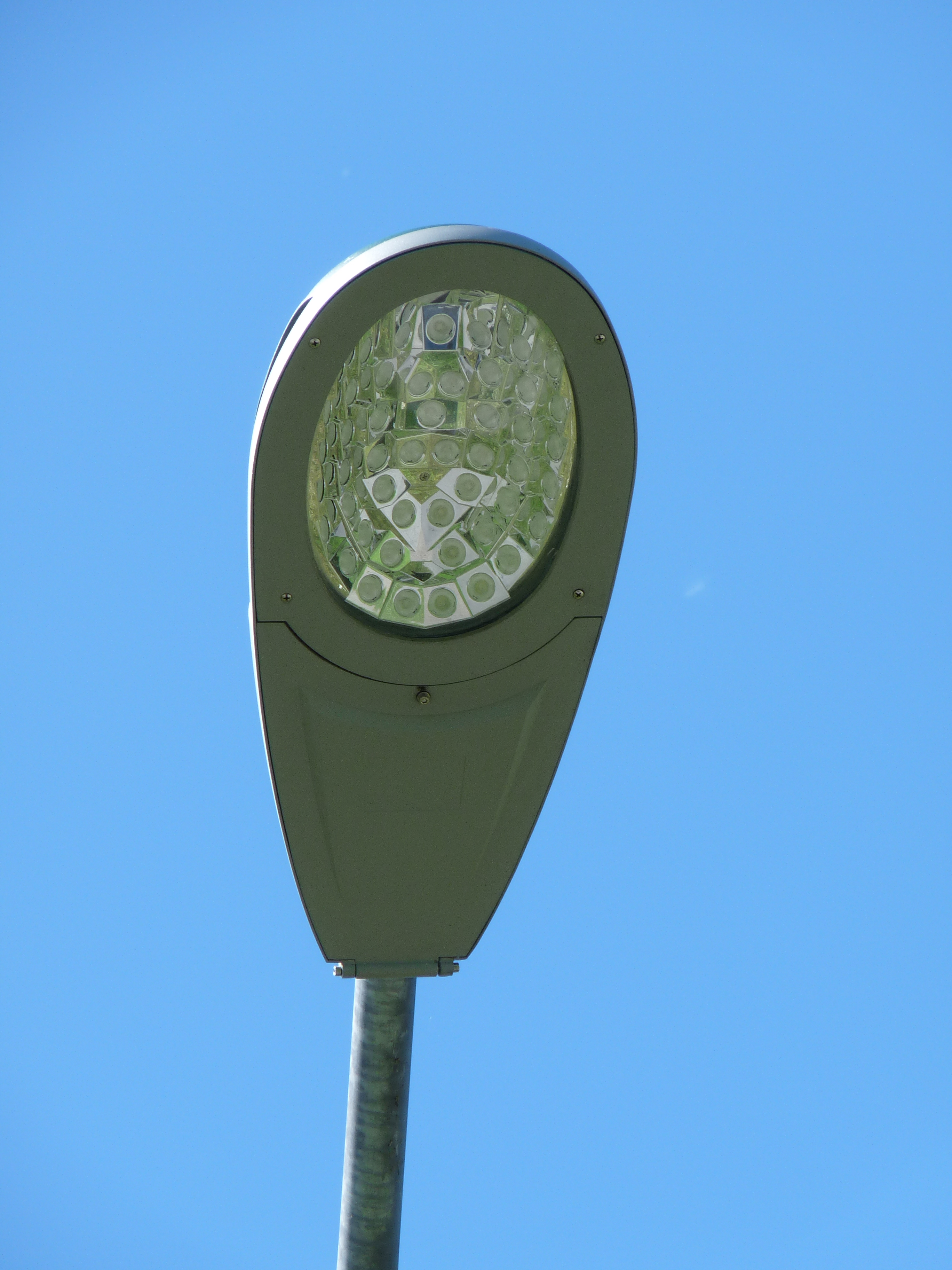
Світлодіодний вуличний світильник

Світлодіо́д (англ. LED - light-emitting diode) — напівпровідниковий пристрій, що випромінює некогерентне світло, при пропусканні через нього електричного струму (ефект, відомий як електролюмінесценція). Випромінюване світло традиційних світлодіодів лежить у вузькій ділянці спектра, а його колір залежить від хімічного складу використаного у світлодіоді напівпровідника. Сучасні світлодіоди можуть випромінювати світло від інфрачервоної ділянки спектра до близької до ультрафіолету . Існують методи розширення смуги випромінювання і створення білих світлодіодів. На відміну від ламп розжарювання, які випромінюють світловий потік широкого спектра, рівномірно у всіх напрямках, звичайні світлодіоди випромінюють світло певної довжини хвилі і в певному напрямі. Світлодіоди були удосконалені до лазерних діодів, — які працюють на тому ж принципі, але можуть напрямлено випромінювати когерентне світло.

## Історія
Вперше інфрачервона емісія з напівпровідникових елементів, була зареєстрована Рубіном Браунштейном, працівником компанії Radio Corporation of America в 1955, який використовував арсенід галію (GaAs) та інші напівпровідникові сплави. Але перший світлодіод, тобто прилад, що дає випромінювання на напівпровідниковому переході, при пропусканні через нього електричного струму, як і патент на нього, був отриманий працівниками компанії Texas Instruments — Бобом Б'ярдом і Гарі Пітманом, в 1961 році. Згодом, світлодіоди, що працюють на GaAs та GaP (фосфід галію), почали виготовлятися комерційно — для використання як індикаторів. Перший світлодіод, який працює у видимому діапазоні, був розроблений групою Ніка Голоняка, в компанії General Electric, в 1962 р. .

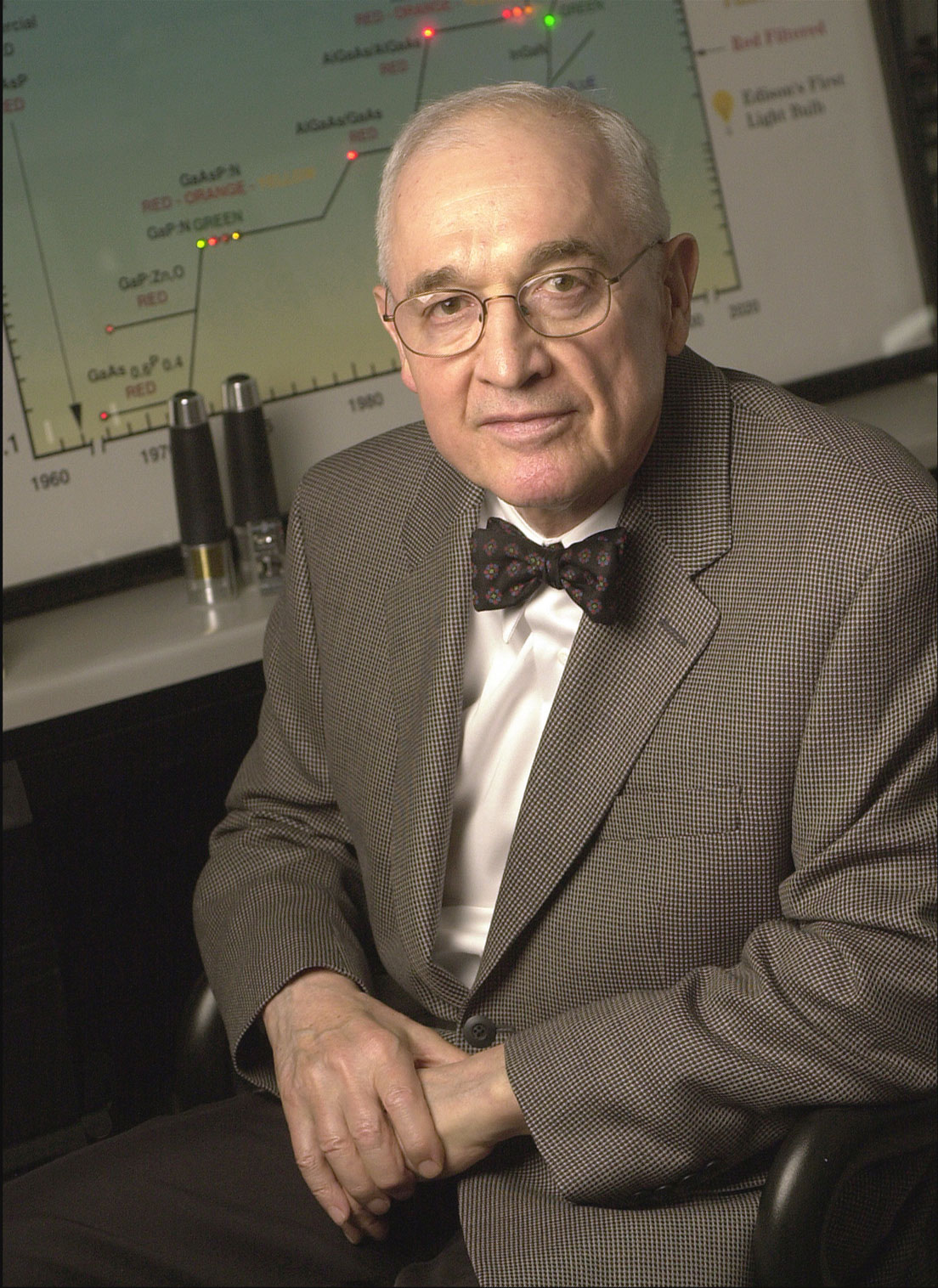
проф. Нік Голоняк, група якого винайшла перший напівпровідниковий світлодіод, що працює у видимому діапазоні

Еволюція світлодіодів у 1960–1970-х роках, поступово привела до створення світлодіодів, що мають колір від червоного до зеленого, — постійно зсуваючи межу у сторону коротких хвиль. Іншим напрямком роботи, було підвищення ефективності світлодіодів. Найпопулярнішими матеріалами були GaP (червоний — зелений) та  GaAsP (жовтий — інтенсивний червоний). При цьому з'явилося багато нових застосувань світлодіодів (у калькуляторах, цифрових годинниках, тестових приладах). Хоча надійність свілодіодів завжди перевищувала надійність ламп розжарювання, неонових ламп тощо, відсоток вибраковки ранніх пристроїв був набагато вищим. В тому було винне ручне збирання того часу. Індивідуальні оператори виконували вручну такі завдання, як розподіл епоксидної смоли, розміщення її крапельки в потрібну позицію, змішування епоксидної смоли. Це призводило до дефектів, таких, наприклад, як «витік епоксидної смоли», яка викликала підтікання, та інколи навіть скорочення p-n переходу. Окрім цього, високі числа дефектів в кристалі, підкладці і епітаксійному шарі, призводили до зменшеної ефективності і коротшої тривалості життя пристрою.
На початку 1980-х, з появою нового матеріалу — GaAlAs (галій-алюмінієвий арсенід), почалася революція у виробництві світлодіодів.  GaAlAsдозволив підвищити ефективність у 10 разів, що привело до нових використань: у зовнішніх знаках та написах, зчитуванні штрих-коду, передачі даних через оптичне волокно, у медичному обладнанні. Але GaAlAs працював тільки у червоній ділянці спектра (660 нм) та мав короткий час життя (більш 50 % падіння ефективності після 100 000 годин роботи).
Частина цих проблем була вирішена завдяки появі лазерних діодів, які стали комерційно виготовлятися у 1980-х роках. Використання технологій, розроблених для лазерних діодів, дозволило зробити наступний стрибок виробникам світлодіодів. Однією з таких технологій, стало створення нового люмінесцентного матеріалу InGaAlP, який зробив можливим плавне настроювання кольору, за рахунок настроювання ширини забороненої зони. Так світлодіоди всіх можливих кольорів видимого спектра, почали виготовлятися за однією технологією, та значно зменшилась деградація приладів, навіть за умов високих температур та вологості.
Наступним кроком у розвитку, стала розробка компанією Toshiba методу нанесення MOCVD (метал-оксидне хімічне парове нанесення, Metal Oxide Chemical Vapor Deposition), який зробив можливим створення складніших пристроїв, з ефективністю до 90 % (тобто 90 % електроенергії може бути перероблене на світло). В той самий час, корпорація Nichia запропонувала перші блакитні світлодіоди на GaN (нітриді галію), InGaN (індій-галій-нітриді) та SiC (карбіді кремнію). Згодом з'явилися і перші білі світлодіоди, які комбінували три основні кольори. Але вони швидко були замінені широкосмуговими білими світлодіодами, що мають вторинний флюоресцентний шар.
Одним з кроків стало також створення «Лабораторією фундаментальних досліджень», компанії NTT, світлодіода, що випромінював хвилі в ультрафіолетовій частині спектра, завдовжки 210 нм. Випромінювання з такою короткою довжиною хвилі знайшло широке застосування в медицині і техніці. Відомо, що невидиме для людського ока ультрафіолетове випромінювання має знезаражуючий ефект. Окрім того, ці світлодіоди змогли замінити червоні лазерні діоди, при читанні даних з оптичних дисків, чим забезпечили подальше збільшення густини запису.
Сучасні напрямки розвитку, включають розробку органічних світлодіодів (які повинні дозволити виробництво дешевих та екологічно безпечних пристроїв), використання квантових точок (які дозволяють отримувати біле світло) та просування далі у короткохвильову область.

## Принцип дії

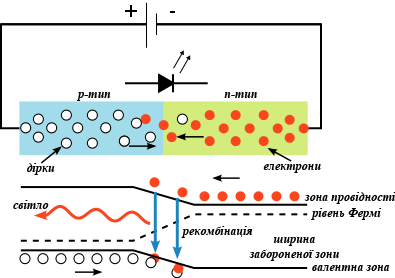
Схематична діаграма принципу роботи світлодіода

При протіканні через діод прямого струму відбувається інжекція електронів.
Процес самовільної рекомбінації інжектованих електронів, що відбувається, як в базовій області, так і в самому p-n переході, супроводжується їхнім переходом з високого енергетичного рівня на нижчий. Електрон після рекомбінації знаходиться у дуже нестабільному стані, оскільки він має зайву енергію (Евх,). В такому стані електрон довго перебувати не може. Він перейде на стаціонарну орбіту з нижчим енергетичним рівнем (Ест.) і випромінить квант світла. Тому Eкв.св. = Eнадл., Eнадл. = Евх — Ест. Щоб кванти енергії (фотони), які вивільнились при рекомбінації відповідали квантам видимого світла, збільшують кількість p-n переходів.
Не всі напівпровідникові матеріали ефективно випромінюють світло при рекомбінації. Гарними випромінювачами є, як правило, прямозонні напівпровідники типу AIIIBV (наприклад, GaAs або InP) і AIIBVI (наприклад, ZnSe або CdTe). Варіюючи склад напівпровідників, можна створювати світлодіоди різних довжин хвиль, — від ультрафіолету (GaN) до середнього інфрачервоного діапазону (PbS).
Діоди, виготовлені з непрямозонних напівпровідників (наприклад, кремнієвий Si або германієвий Ge діоди, а також сплави SiGe, SiC), світло практично не випромінюють. Утім, у зв'язку з розвиненістю кремнієвої технології, роботи зі створення світлодіодів на основі кремнію активно ведуться. Останнім часом, великі надії пов'язують з технологією квантових точок і фотонних кристалів.

## Застосування
Ефективність світлодіодів найбільше проявляється там, де потрібно виробляти потужні кольорові світлові потоки (світлові сигнали). Світло від лампи розжарювання доводиться пропускати через спеціальні оптичні фільтри, що виділяють певну частину спектра (червону, синю, зелену). 90 % енергії світлового потоку, від лампи розжарення, втрачається, при проходженні світла крізь світлофільтр. Усі ж 100 % випромінювання світлодіода, є забарвленим світлом, і в застосуванні світлофільтра немає потреби. Більше того, близько 80-90 % споживаної потужності лампи розжарення, витрачається на її нагрів, — для досягнення потрібної колірної температури (шкала Кельвіна), на яку вони спроектовані.
Світлодіодні лампи, є енергоощадними та споживають від 3 % до 60 % потужності, необхідної для звичайних ламп розжарення, аналогічної яскравості та станом на 2017 рік, мають високий індекс передавання кольору. Удароміцна конструкція твердотілих випромінювачів (світлодіодів), дозволяє використовувати світлодіодні лампи за підвищених вібрацій. Світлодіоди не бояться частих вмикань і вимикань. Термін служби світлодіодної лампи— до 50 000 годин.
Використовуючи світлодіоди можна одержати світло з високою насиченістю кольору. Світлодіоди застосовують в індикаційній техніці (світлові індикатори та інше), при побудові світлодіодних джерел світла (інформаційні табло, світлофори, ліхтарики, гірлянди тощо).